# Щепаник, Эдвард
Эдвард Францишек Щепаник (пол. Edward Franciszek Szczepanik; 22 августа 1915, Сувалки — 11 октября 2005, Вустершир, Западный Мидленд) — польский политический деятель, премьер-министр правительства Польши в изгнании (1986—1990).

## Биография
Родился 22 августа 1915 года в городе Сувалки, на севере Польши.
Окончил Варшавскую школу экономики у профессора Эдварда Липинского в 1936 году.
Служил в 29-м легко артиллерийском полку.
Обучался в Лондонской школе экономики у профессоров Лайонеля Роббинса, Фридриха Хайека и Пауля Розенштейн-Родана.

### Вторая мировая война
Во время вторжения в Польшу, Эдвард Щепаник был эвакуирован в Литву, а позже после присоединения Прибалтики попал в ГУЛАГ.
После подписания соглашения Сикорского-Майского, Щепаник был освобождён и присоединился к 2-у польскому корпусу под предводительству Владислава Андерса.
Участвовал в Битве под Монте-Кассино, в Сражении за Анкону, в Сражении за Болонью.
В 1945 году получил Virtuti militari.

### Политика
Был президентом Польское общество искусств и наук за рубежом в Лондоне.
В 1981 году он также стал министром внутренних дел польского правительства в изгнании.
7 апреля 1986 года он был избран преемником Казимежа Саббата быть следующим премьер-министром.
После смерти Саббата его преемник на посту президента Польши в изгнании, Рышард Качоровский, попросил его продолжить его работу, которая закончилась в 1990 году.
Умер 11 октября 2005 года в Вустершире.